# I Verdi (Austria)
I Verdi (in tedesco Die Grünen) sono un partito politico austriaco fondato nel 1986 dalla fusione di due distinti soggetti politici: i Verdi Uniti d'Austria (Vereinten Grünen Österreichs, VGÖ), di orientamento ecologista, nati nel 1982, e la Lista Alternativa d'Austria (Alternativen Liste Österreich, ALÖ), di orientamento progressista, nata nel 1983. La formazione, originariamente denominata L'Alternativa Verde (Die Grüne Alternative, GA), ha assunto la denominazione di I Verdi - L'alternativa verde (Die Grünen - Die Grüne Alternative) nel 1993.
Aderisce al Partito Verde Europeo e nel Parlamento europeo al gruppo I Verdi/Alleanza Libera Europea.
A livello federale, i Verdi formarono dal gennaio 2020 al marzo 2025 una coalizione di governo con il Partito Popolare Austriaco.

## Storia
I Verdi accedono al Consiglio nazionale in occasione delle elezioni parlamentari del 1986, nelle quali ottengono il 4,2% e otto seggi. I deputati verdi si caratterizzarono subito per posizioni ritenute eccentriche, rifiutando di nominare un portavoce e presentandosi alle sedute del parlamento in jeans e maglietta.
Nelle elezioni successive il partito ha oscillato tra il 4,8 ed il 7,4%, mentre alle elezioni parlamentari del 2002 raggiunge il 9,7% dei voti. Il buon risultato lo pose come possibile interlocutore dell'ÖVP, il Partito Popolare Austriaco, che aveva governato nella precedente legislatura con i nazionalisti liberali del FPO, ma lopposizione della sinistra interna e del movimento giovanile hanno reso impossibile quest'alleanza.
Alle elezioni parlamentari del 2006 i Verdi incrementarono ulteriormente i propri consensi, salendo all'11,1% ed eleggendo 21 deputati, 3 in più di quelli del Parlamento uscente; ciònonostante i Verdi rimasero all'opposizione di un governo a guida socialdemocratica e sostenuto anche dai democristiani dell'OVP.
Alle parlamentari del 2008 il partito conseguì il 10,1% con 19 seggi, attestandosi al 9,93%, con 2 seggi, alle elezioni europee del 2009.
Nelle elezioni parlamentari del 2013 i Verdi rinforzarono la loro base elettorale conseguendo il 12,3% ed eleggendo 24 deputati, 5 in più della precedente legislatura. L'ascesa proseguì alle elezioni europee del 2015, quando il partito raccolse il 14,52% e 3 seggi.
Il 24 aprile 2016 al primo turno della elezioni presidenziali il candidato del partito Alexander Van der Bellen ha ottenuto circa il 21% delle preferenze e l'accesso al ballottaggio del 22 maggio successivo e alla sua ripetizione del 4 dicembre, dove ha battuto il candidato rivale Norbert Hofer esponente del Partito della Libertà Austriaco.

## Ideologia
Il partito è qualificabile come un partito ambientalista di centro-sinistra, che difende i diritti dei gruppi minoritari e propugna riforme fiscali in una prospettiva eco-sociale. Secondo il programma di partito del 2001, i suoi principi fondanti sono: democrazia di base, nonviolenza, ecologismo, solidarietà, femminismo e autodeterminazione. Si batte per un'Europa libera da energia nucleare e organismi geneticamente modificati.
Secondo alcune analisi, Die Grünen sono prediletti da un elettorato giovane, femminile e urbano.

## Presidenti dal 1986
- Freda Meissner-Blau (1986-1988)
- Johannes Voggenhuber (1988-1992)
- Peter Pilz (1992-1994)
- Madeleine Petrovic (1994-1995)
- Christoph Chorherr (1995-1997)
- Alexander Van der Bellen (1997-2008)
- Eva Glawischnig-Piesczek (2008-2017)
- Ingrid Felipe (2017)
- Werner Kogler (dal 2017)

## Risultati elettorali

### Elezioni parlamentari
| Anno | Voti    | %          | +/-     | Seggi    | +/- | Status            |
| ---- | ------- | ---------- | ------- | -------- | --- | ----------------- |
| 1983 | 159 614 | 3,3 (4.º)  |         | 0 / 183  |     | Extraparlamentare |
| 1986 | 234 028 | 4,8 (4.º)  | 1,5     | 8 / 183  | 8   | Opposizione       |
| 1990 | 225 084 | 4,8 (4.º)  | Stabile | 10 / 183 | 2   | Opposizione       |
| 1994 | 338 538 | 7,3 (4.º)  | 2,5     | 13 / 183 | 3   | Opposizione       |
| 1995 | 233 208 | 4,8 (5.º)  | 2,5     | 9 / 183  | 4   | Opposizione       |
| 1999 | 342 260 | 7,4 (4.º)  | 2,6     | 14 / 183 | 5   | Opposizione       |
| 2002 | 464 980 | 9,5 (4.º)  | 2,1     | 17 / 183 | 3   | Opposizione       |
| 2006 | 520 130 | 11,1 (3.º) | 2,6     | 21 / 183 | 4   | Opposizione       |
| 2008 | 509 936 | 10,4 (5.º) | 0,7     | 20 / 183 | 1   | Opposizione       |
| 2013 | 582 657 | 12,4 (4.º) | 2,0     | 24 / 183 | 4   | Opposizione       |
| 2017 | 189 467 | 3,8 (6.º)  | 8,7     | 0 / 183  | 24  | Extraparlamentare |
| 2019 | 664 055 | 13,9 (4.º) | 10,1    | 26 / 183 | 26  | Governo           |
| 2024 | 397 679 | 8,2 (5.º)  | 5,7     | 16 / 183 | 10  | Opposizione       |

### Elezioni presidenziali
| Anno | Candidato supportato        | 1º Turno                    | 1º Turno                    | 2º Turno                    | 2º Turno                    |
| Anno | Candidato supportato        | Voti                        | %                           | Voti                        | %                           |
| ---- | --------------------------- | --------------------------- | --------------------------- | --------------------------- | --------------------------- |
| 1986 | Freda Meissner-Blau         | 259 689                     | 5,5 (3.º)                   |                             |                             |
| 1992 | Robert Jungk                | 266 954                     | 5,7 (4.º)                   |                             |                             |
| 1998 | Gertraud Knoll              | 566 551                     | 13,6 (2.º)                  |                             |                             |
| 2004 | Nessun candidato supportato | Nessun candidato supportato | Nessun candidato supportato | Nessun candidato supportato | Nessun candidato supportato |
| 2010 | Nessun candidato supportato | Nessun candidato supportato | Nessun candidato supportato | Nessun candidato supportato | Nessun candidato supportato |
| 2016 | Alexander Van der Bellen    | 913 218                     | 21,3 (2.º)                  | 2 472 892                   | 53,8 (1.º)                  |
| 2022 | Alexander Van der Bellen    | 2 299 592                   | 56,7 (1.º)                  |                             |                             |

### Elezioni europee
| Anno | Voti    | %          | +/- | Seggi        | +/-               |
| ---- | ------- | ---------- | --- | ------------ | ----------------- |
| 1996 | 258 250 | 6,8 (4.º)  |     | 1 / 21       |                   |
| 1999 | 260 273 | 9,3 (4.º)  | 2,5 | 2 / 21       | 1                 |
| 2004 | 322 429 | 12,9 (4.º) | 3,6 | 2 / 18       | Stabile           |
| 2009 | 284 505 | 9,9 (5.º)  | 3,0 | 2 / 172 / 19 | Stabile · Stabile |
| 2014 | 410 089 | 14,5 (4.º) | 4,6 | 3 / 18       | 1                 |
| 2019 | 532 194 | 14,1 (4.°) | 0,4 | 2 / 18       | 1                 |
| 2024 | 390 503 | 11,1 (4.°) | 3,0 | 2 / 20       | Stabile           |